# Mebenga-Dzana
Mebenga-Dzana ou Mebengadzama est une localité de la région du Centre au Cameroun, localisée dans la commune d'Edzendouan et le département de la Méfou-et-Afamba.

## Population
En 1965, Mebenga-Dzana comptait 175 habitants, principalement des Bamvele.
Lors du recensement de 2005, ce nombre s'élevait à 474.